# Campeonato Paraguayo de Fútbol 1926
El Campeonato Paraguayo de Fútbol de 1926 fue la decimonovena edición del principal torneo de fútbol de Paraguay.
El campeón del torneo fue el Club Nacional  quienes obtuvieron su cuarto campeonato en la primera categoría.

## Desarrollo
|  | Campeón.    |
|  | Descendido. |

| Equipo                |
| --------------------- |
| Club Nacional         |
| Club Olimpia          |
| Club Cerro Porteño    |
| Club Sol de América   |
| Club Guaraní          |
| Club Presidente Hayes |
| Club Libertad         |
| Club River Plate      |
| Sportivo Luqueño      |
| Sastre Sports Club    |

| Bandera de Paraguay   |
| Campeón Club Nacional |
| Cuarto título         |